# Khanato di Khiva
Il Khanato di Khiva (in uzbeco: Xiva Xonligi, Хива хонлиги), talvolta indicato come Chiva, era uno stato dell'Asia centrale esistito nel centro della regione della Corasmia dal 1511 al 1920, ad eccezione del periodo di occupazione da parte del persiano Nadir Shah tra il 1740 e il 1746.

## Storia
È stato fondato e governato dai Kungrads, una tribù turco-uzbeka proveniente da Astrachan' ed i capi di stato, detti Khan, discendevano per via patrilineare dalla dinastia Gengiskhanide, e la sua capitale era Khiva. Nel 1873 divenne un protettorato dell'Impero russo e, in seguito agli eventi della guerra civile russa cessò di esistere nel 1920, quando il Khanato fu abolito e sostituito dalla Repubblica Sovietica Popolare di Corasmia e in seguito annesso all'Unione Sovietica; il suo territorio è in gran parte diviso tra il Karakalpakstan e la regione del Xorazm nell'Uzbekistan.

## Khan

### Dinastia Arabshanide (1511-1804)
- Ilbars I (1511-1518)
- Sultan Haji (1518-1519)
- Hasan Quli (1519)
- Sufyan (1519-1522)
- Bujugha (1522-1526)
- Avnik (1526-1538)
- Qal (1539-46)
- Aqataty (1546)
- Dust Muhammad (1546-1558)
- Haji Muhammad I (1558-1602)
- Arab Muhammad I (1602-1623)
- Isfandiyar (1623-1643)
- Abu al-Ghazi I Bahadur (1643-1663)
- Anusha (1663-1687)
- Muhammad Awrang (1687-1688)
- Ishaq Agha Shah Niyaz (1688-1702)
- Arab Muhammad II (1702-?)
- Haji Muhammad II
- Yadigar (1714)
- Awrang (1714-1715)
- Shir Ghazi (1715-1728)
- Ilbars II (1728-1740)
- Abu al-Ghazi II Muhammad (1742-1745)
- Ghaib (1745-1770)
- Abu al-Ghazi III (1770)
- Abu al-Ghazi ibn Gha'ib (1791–1804)

### Dinastia Qungrat (1804-1920)
- Iltazar Inaq ibn Iwaz Inaq Biy (1804–1806)
- Abu al-Ghazi ibn Gha'ib (1806)
- Muhammad Rahim Bahadur (1806–1825)
- Allah Quli Bahadur (1825–1842)
- Muhammad Rahim Quli (1842–1846)
- Abu al-Ghazi Muhammad Amin Bahadur (1846–1855)
- Abdullah (1855)
- Qutlugh Muhammad Murad Bahadur (1855–1856)
- Mahmud (1856)
- Sayyid Muhammad (1856–settembre 1864)
- Muhammad Rahim Bahadur (10 settembre 1864–settembre 1910)
- Isfandiyar Jurji Bahadur (settembre 1910–1º ottobre 1918)
- Sayyid Muhammad Rahim (1º ottobre 1918–1º febbraio 1920)